# Przybysławice (Kozłów)
Pour les articles homonymes, voir Przybysławice.
Przybysławice est une localité polonaise de la gmina de Kozłów, située dans le powiat de Miechów en voïvodie de Petite-Pologne.